# Giuseppe Meazza
Giuseppe Meazza (* 23. August 1910 in Mailand; † 21. August 1979 in Rapallo) war ein italienischer Fußballspieler und -trainer.
Der Stürmer ist einer der erfolgreichsten und populärsten Spieler der italienischen Fußballgeschichte und wurde mit der Nationalmannschaft zweimal in Folge Weltmeister (1934 und 1938). Der hohe Stellenwert Meazzas zeigt sich darin, dass das berühmte Mailänder San-Siro-Stadion, Heimstätte von Inter und dem AC Mailand, nach seinem Tod 1979 in Giuseppe-Meazza-Stadion umbenannt wurde.
Mit 284 Treffern ist Meazza Rekordtorschütze seines langjährigen Vereins Inter Mailand und liegt in der ewigen Bestenliste der Torschützen der Serie A mit 216 Toren neben José Altafini auf dem vierten Platz. Im Trikot der Nerazzurri wurde er dreimal italienischer Meister sowie dreimal Torschützenkönig der Serie A.
Von 1952 bis 1953 betreute er die italienische Nationalmannschaft.

## Jugend
Die Familie Meazzas lebte in einfachen Verhältnissen im Mailänder Stadtteil Porta Vittoria. Bereits im Alter von sieben Jahren musste der junge Peppe einen harten Schicksalsschlag verkraften, da sein Vater auf den Schlachtfeldern des Ersten Weltkriegs fiel und er fortan von seiner Mutter Ersilia alleine aufgezogen werden musste. Obwohl Giuseppe ihr bei der Arbeit auf dem Obst- und Gemüsemarkt half, mussten die beiden stets um das finanzielle Überleben kämpfen. Trost fand er im Fußball, der bald zu seiner wahren Berufung werden sollte. Auf den Bolzplätzen und Straßen seines Viertels jagte er barfuß stundenlang den Bällen hinterher.
Mit zwölf Jahren schloss er sich dem Gloria F.C. an. Dort spielte er erstmals auf einem regulären Spielfeld und bekam sogar ein Paar Fußballschuhe geschenkt. Der talentierte Meazza absolvierte bald ein Probetraining beim AC Mailand, wurde jedoch mit der Begründung abgelehnt, er sei zu dünn. Wenig später wurde der Junge beim Jonglieren eines Balles zufällig von einem Talentsucher Inter Mailands entdeckt und in die Nachwuchsabteilung der Nerazzurri aufgenommen. Durch eine Ernährungsumstellung glichen die Jugendtrainer die körperlichen Defizite Meazzas rasch aus. Daneben nahm sich der ehemalige Inter-Spieler Fulvio Bernardini des Halbwaisen an und kümmerte sich als ein Tutor um ihn.

## Vereinskarriere
1927 rückte Meazza in den Kader der Profimannschaft auf und debütierte am 11. September in der italienischen Meisterschaft gegen Milanese Unione Sportiva. Beim 6:2-Sieg gelangen dem erst 17-jährigen Nachwuchsstürmer gleich zwei Treffer und die Gazzetta dello Sport lobte das intelligente, frische Auftreten des Jungspielers. Inter-Trainer Árpád Weisz machte ihn zum Stammspieler und nahm dafür den etablierten Leopoldo Conti aus der Mannschaft, der Meazza etwas abwertend den Spitznamen il Balilla verpasste. Dieser entwickelte sich bereits in seiner Premierensaison zu einer regelrechten Tormaschine und erzielte in 29 Partien sagenhafte 38 Tore. In der Partie gegen den AC Venedig (12. Mai 1929) gelangen ihm herausragende sechs Treffer (Endstand 10:2).
Zur Saison 1929/30 wurde die italienische Meisterschaft erstmals in einem landesweiten Ligasystem, der neugegründeten Serie A, ausgetragen. Erster Meister wurde Ambrosiana-Inter und Meazza mit 31 Treffern Torschützenkönig (Capocannoniere). Obwohl er dem breiten Publikum in einer Zeit, als die Kommunikationstechnik noch in den Kinderschuhen steckte, noch völlig unbekannt war, brauchte Meazza nicht einmal eine ganze Saison, um Liebling der Tifosi in ganz Italien zu werden. Als genialer Balltechniker narrte il Balilla seine Gegenspieler mit gewagten Tricks und Finten; den Erfolg über einfache Mittel zu suchen, widerstrebte ihm. Allerdings blieben nach dem ersten Scudetto weitere Titel zunächst aus, da Juventus Turin die Serie A dominierte und Ambrosiana-Inter hatte sich in den folgenden Jahren dreimal mit dem zweiten Platz zu begnügen. Erst in der Saison 1937/38 gelang den Nerazzurri wieder der Gewinn des Meistertitels und Superstar Meazza wurde mit 20 Treffern erneut Torschützenkönig. Im Anschluss an die Weltmeisterschaft 1938 begann der Stern Meazzas zu sinken, da er aufgrund einer langwierigen Blutgefäßerkrankung im rechten Fuß fast eineinhalb Jahre kein Spiel bestreiten konnte. In der Meistersaison 1939/40 bestritt er keine einzige Partie.
Nach 13 Jahren im schwarz-blauen Inter-Trikot verkündete Meazza am 28. November 1940 seinen Abschied und wechselte zum Stadtrivalen AC Mailand. Allerdings nahmen die Tifosi ihrem Idol trotz der großen Rivalität beider Klubs den Wechsel nicht übel und seiner Popularität tat dies keinen Abbruch. Vor Spielbeginn des Mailänder Derbys (9. Februar 1941) soll Meazza in der Kabine geweint haben, da er gegen seinen alten Klub antreten musste, erzielte aber trotzdem den Ausgleich zum 2:2. Doch allmählich behinderte der Zweite Weltkrieg den regulären Spielbetrieb der Serie A und während der Kriegsmeisterschaften von 1942 bis 1946 trug Meazza die Trikots von Juventus Turin, dem AS Varese 1910 und Atalanta Bergamo.
1946 lag Inter Mailand sportlich am Boden und steckte im Abstiegskampf. Die Verantwortlichen holten die Vereinsikone zurück und Meazza fungierte in einer Doppelfunktion als Spielertrainer. Er war zwar bei weitem nicht mehr der Ausnahmespieler früherer Jahre, wirkte nicht austrainiert und übergewichtig, aber durch seine Präsenz gelang es ihm die Mannschaft vor dem Abstieg zu bewahren. In seiner letzten Saison (1946/47) absolvierte er 17 Spiele (zwei Tore).

## Nationalmannschaft
Nach beeindruckenden Leistungen zu Beginn seiner Karriere war Meazza rasch ein Kandidat für die italienische Nationalmannschaft. Am 9. Februar 1930 debütierte der 19-Jährige im Länderspiel gegen die Schweiz (4:2) in Rom und feierte mit zwei Toren einen Einstand nach Maß. Nationaltrainer Vittorio Pozzo war von den Fähigkeiten des Mailänder Stürmerstars restlos überzeugt und machte ihn anschließend zum Stammspieler.
1934 war Italien Austragungsland der Fußball-Weltmeisterschaft und die Squadra Azzurra stand unter enormen Druck, da das faschistische Regime Benito Mussolinis nichts anderes erwartete als den WM-Titel. Meazza war jetzt 23 Jahre alt, stand in der Blüte seiner Karriere und mit 20 Länderspieleinsätzen bereits ein erfahrener Spieler. Nationaltrainer Pozzo konnte nahezu alle Positionen doppelt besetzen, weshalb er Meazza aus dem Sturmzentrum abzog und als rechten Halbstürmer einsetzte. Im Auftaktspiel gegen die USA erzielte er den Treffer zum 7:1-Endstand, doch sein wichtigstes Tor gelang ihm im umstrittenen Wiederholungsspiel gegen Spanien, als er den erlösenden 1:0-Siegtreffer besorgte. Im Finale gegen die Tschechoslowakei verletzte sich Meazza schon nach wenigen Minuten. Da es zu dieser Zeit noch keine Auswechselungen gab, musste er auf die Zähne beißen und durchspielen und der angeschlagene Superstar gab schließlich die Vorlage zum alles entscheidenden 2:1 für Italien durch Angelo Schiavio. Die Spieler hatten die Vorgaben ihres Duce erfüllt und wurden im ganzen Land frenetisch gefeiert.
Fünf Monate später versuchte der frischgebackene Weltmeister gegen England, das damals auf die Teilnahme an Weltmeisterschafts-Turnieren verzichtete, auch „offiziell“ seinen Titel zu bestätigen. In der überaus hart und brutal geführten Partie, die als Battle of Highbury in die Geschichte einging, führten die Engländer rasch mit 3:0. Doch Meazza machte eines der besten Spiele seiner Karriere und sorgte mit einer Galavorstellung für die beiden Anschlusstreffer zum 3:2. Die Mannschaft wie auch Meazza wurden daraufhin vom englischen Publikum mit anerkennendem, tosendem Beifall verabschiedet.
Bei der Weltmeisterschaft 1938 in Frankreich war Meazza neben Giovanni Ferrari der einzige Akteur, der aus der Mannschaft von 1934 noch übrig war und führte die Nazionale als Kapitän ins Turnier. Als amtierender italienischer Meister und Torschützenkönig ging er mit breiter Brust voran und hatte sich die Titelverteidigung zum Ziel gesetzt. 1938 spielte Meazza eine ungemein mannschaftsdienliche Rolle und war mehr Vorlagengeber für Mittelstürmer Silvio Piola, als selbst Vollstrecker. Sein einziges Turniertor war jedoch das äußerst wichtige 2:0 im Halbfinale gegen Brasilien (2:1). Nach souveränen Leistungen standen die Italiener abermals im Finale, wo Ungarn am 19. Juni mit 4:2 bezwungen wurde. Italien und Meazza waren zum zweiten Mal Weltmeister.
Sein letztes Länderspiel bestritt er am 20. Juli 1939 in Helsinki gegen Finnland (3:2). In 53 Partien gelangen Meazza 33 Tore und damit ist er bis heute zweitbester Torschütze der Nationalmannschaft hinter Luigi Riva.

## Spielweise und Charakter
Meazza war ein überragender Fußballkünstler. Es kam schon mal vor, dass er mit dem Ball am Fuß fast über das gesamte Feld, an den gegnerischen Verteidigern vorbei, stürmte, um seinen Sololauf erst kurz vor dem gegnerischen Tor zu stoppen und den Torhüter aus seinem Kasten zu locken, nur um ihn mit einer letzten Finte zu täuschen und mit dem Ball ins Tor zu „spazieren“ (Finte alla Meazza). Mit dieser fast schon provokanten Art Tore zu schießen, polarisierte er die Fans seiner Mannschaft und die des Gegners. Neben seinen Fähigkeiten als Torjäger war Meazza auch ein hervorragender Spielmacher, der sich im Laufe eines Spiels immer wieder ins Mittelfeld zurückfallen ließ, um Chancen zu kreieren. Der beidfüßige Dribbelkünstler war der erste italienische Fußballer, der Berühmtheit auf der ganzen Welt erlangte und in Italien lange Zeit das Sinnbild sozialen Erfolgs repräsentierte. Neben seinem fürstlichen Gehalt, das er von Ambrosiana-Inter bezog, war er einer der ersten Werbestars des italienischen Fußballs und konnte mit persönlichen Sponsoren aufwarten.
Neben seinen fußballerischen Qualitäten verstand es Meazza darüber hinaus auch in seinem Privatleben immer wieder auf sich aufmerksam zu machen. Der Lebemann und Frauenheld vernachlässigte selbst in entscheidenden Phasen seiner Karriere nie die süßen Seiten des Daseins als Fußballstar. Dafür sprechen seine zahlreichen Frauenbekanntschaften, ebenso wie seine Leidenschaft für Champagner, das Glücksspiel oder teure Cabriolets. Zu seinem Markenzeichen wurde eine weiße Gardenie, die er beim Tanzen hinter dem Ohr trug. Darüber hinaus genoss er einige Privilegien und war der einzige Nationalspieler, der unter den Augen des strengen Vittorio Pozzo rauchen durfte.

„Ihn in der Mannschaft zu haben bedeutete, dass man fast immer mit 1:0 in Führung ging. Er war der geborene Stürmer. Meazza war in der Lage, aus jeder Situation heraus die nachfolgenden Spielzüge vorauszusehen. Dank seiner Spielgestaltung und seiner exzellenten technischen Fähigkeiten prägte er den Stil der gesamten Angriffsreihe.“

## Erfolge

### Als Nationalspieler
- Weltmeister: 1934, 1938
- Europapokal der Nationalmannschaften: 1927 bis 1930, 1933 bis 1935

### Als Vereinsspieler
- Italienischer Meister (3): 1929/30, 1937/38, 1939/40
- Coppa Italia: 1938/39

### Persönliche Auszeichnungen
- Bester Spieler der Weltmeisterschaft: 1934

### Torschützenkönig
- Capocannoniere: 1929/30 (31 Tore), 1935/36 (25 Tore), 1937/38 (20 Tore)

## Als Trainer
Nach seiner kurzen Spielertrainer-Tätigkeit bei Inter, verließ Meazza sein Heimatland, um als einer der ersten Italiener im Ausland zu arbeiten. 1948/49 arbeitete er für Beşiktaş Istanbul in der Türkei, kehrte allerdings nach nur einem Jahr in die Serie A zurück und betreute die Mannschaft von Pro Patria Calcio.
Für ein Jahr betreute Meazza sogar die Nationalmannschaft, die sich nach dem Flugunfall von Superga in einer Phase des Neuaufbaus befand. Zweimal trainierte er als Interimstrainer Inter Mailand, bevor er in den Nachwuchsbereich wechselte. Hier nahm er sich Sandro Mazzola an, der seinen Vater Valentino beim Flugunfall von Superga verloren hatte, und führte ihn an den Profikader heran. Mazzola sollte später selbst zu einer Legende Inter Mailands werden.

## Lebensende
Giuseppe Meazza starb zwei Tage vor seinem 69. Geburtstag in seinem Ferienhaus in Rapallo und wurde auf dem Mailänder Cimitero Monumentale zu Grabe getragen.
Noch in seinem Todesjahr 1979 wurde das umgebaute San-Siro-Stadion zu seinen Ehren in Giuseppe-Meazza-Stadion umbenannt.